# Sven Møller Kristensen
Sven Møller Kristensen född den 12 november 1909 i Darum, död den 3 augusti 1991, var en dansk litteraturforskare och författare.

## Biografi
Efter gymnasieexamen i Vejle 1927 tog Kristensen en högskoleexamen i danska vid 22 års ålder. Under hans studietid rådde ett antal av efterkrigstidens vetenskapliga och ideologiska riktningar med rötter i kulturvänsterismen. Efter andra världskriget var han en av de mest respekterade företrädarna för humaniora och rationalistisk tradition, som han också försvarade.
Förutom dagsjournalistik, barnböcker m. m. gav Kristensen ut flera litteraturhistoriska och litteraturteoretiska verk som utgår från marxistisk litteraturkritik. 
Som textförfattare arbetade han tillsammans med kompositören Bernhard Christensen med bland annat Jazzoratoriet De 24 Timer och Skolen på ho'det. Han skrev också texten till Sangen om Larsen, som ingick i Kjeld Abells drama Melodien der blev væk. Han har även varit medlem av Danska akademien.